# منتخب فرنسا لكرة الماء للسيدات
منتخب فرنسا الوطني لكرة الماء للسيدات (بالفرنسية: Équipe de France féminine de water-polo)‏ هو ممثل فرنسا الرسمي في المنافسات الدولية في كرة الماء للسيدات.